# Albatros šedohlavý
Albatros šedohlavý (Thalassarche chrysostoma) je velký mořský pták z rodu Thalassarche a čeledi albatrosovitých. Vyskytuje se v jižních oblastech Atlantského, Tichého a Indického oceánu a v severních oblastech Jižního oceánu mezi cca 46–64° j. š. Na souš zalétá pouze za účelem hnízdění. To probíhá v koloniích ve dvou oblastech na jihu od Chile (Ostrovy Diega Ramíreze a Ildefonsovy ostrovy) a na několika subantarktických ostrovech, konkrétně Jižní Georgii, Crozetových ostrovech, Kerguelenech, Macquarie, Ostrovech prince Edvarda a Campbellově ostrově, přičemž přibližně polovina hnízdících párů se nachází na Jižní Georgii. Druh byl poprvé popsán v roce 1785 německým přírodovědcem Johannem Reinholdem Forsterem.
Albatrosi šedohlaví dosahují výšky 70–90 cm, jejich rozpětí křídel je cca 180–205 cm. Pohlavní dimorfismus je nevýrazný – samci váží o několik set gramů více než samice, avšak v terénu je tento rozdíl nepostřehnutelný. U samců byla zaznamenána váha 3,4–3,7 kg, u samic 3–3,6 kg. Opeření dospělců je na hlavě, krku a hřbetu světle šedé, břicho a spodní partie jsou čistě bílé. Křídla jsou na svrchní straně tmavá, na jejich spodní části se nachází výrazný bílý pruh ve střední části křídel po celé jejich délce. Veškeré okraje spodní části křídel jsou opět tmavé. Výrazný zobák je černý se sytě žlutou linkou podél horní části horního zobáku a spodní části spodního zobáku.
Jedná se o monogamní ptáky, kteří utváří celoživotní páry. Rozmnožují se pouze jednou za dva roky, i když menší procento jedinců se v některých letech pokouší o každoroční hnízdění. Samice klade pouze jedno velké bílé vejce do hnízda kuželovitého tvaru. Inkubační doba trvá 72–74 dní, mláďata se osamostatňují za 4–5 měsíců. Živí se především desetiramenatci a rybami, potravu doplňuje korýši, mršinami a dalšími hlavonožci. Celková populace se odhaduje na 250 tisíc jedinců. Vzhledem k tomu, že vykazuje klesající trend, Mezinárodní svaz ochrany přírody hodnotí druh jako ohrožený taxon. Ohrožení populace představuje zejména rybolov na dlouhé lovné šňůry (i když v menší míře než u ostatních druhů albatrosů), introdukovaní savci a současná klimatická změna.

## Taxonomie
Albatros šedohlavý byl poprvé popsán v roce 1785 německým přírodovědcem Johannem Reinholdem Forsterem. Forster druh pojmenoval jako Diomedea chrysostoma a zařadil jej do rodu Diomedea. Zatímco výraz diomedea je odvozeninou jména řeckého mytologického hrdiny Dioméda, chrysostoma je složeninou řeckých výrazů „krysos“ („zlato“) a stoma („ústa“) a odkazují k sytě žlutým pruhům na zobáku tohoto albatrosa.

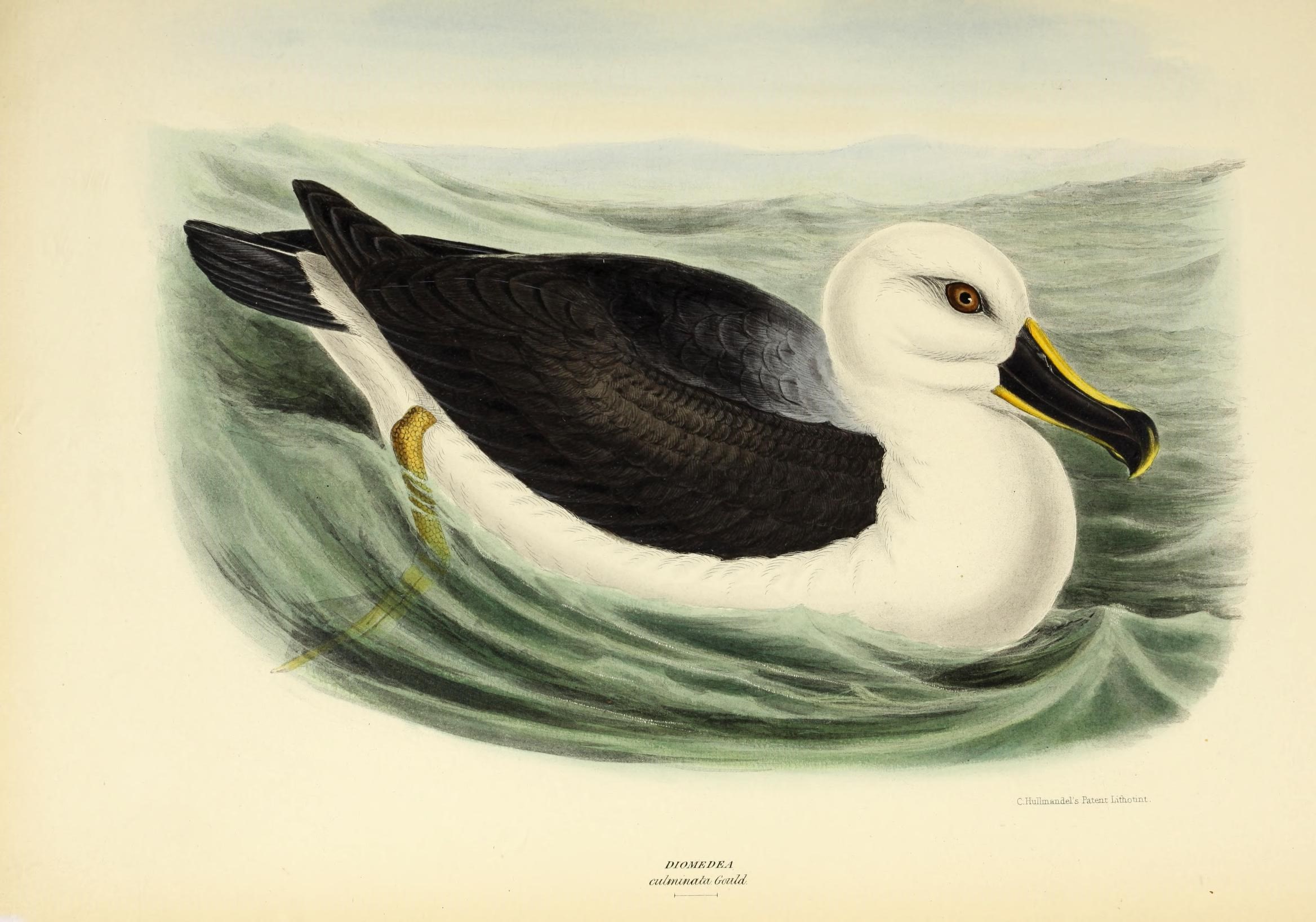
Ilustrace albatrosa šedohlavého (1849, George Robert Gray)

O rodovém zařazení albatrosa šedohlavého (ostatně i všech ostatních druhů albatrosů) se však v následujících dvou staletích vedly rozsáhlé vědecké diskuse. Albatrosi byli různě zařazováni a přerozdělováni do rozmanitých rodů a teprve až ve druhé polovině 20. století se jejich taxonomický systém relativně ustálil na dvou rodech, a sice Diomedea, kam se řadil i albatros šedohlavý, a Phoebetria, kam se tradičně řadí pouze dva zástupci, a sice albatros hnědý a světlohřbetý. V roce 1996 publikoval Gary Nunn z Amerického přírodovědného muzea výsledky své rozsáhlé DNA studie. Nunn navrhl rozdělit albatrosy do 4 rodů, čímž dal vzniknout i (staro)novému rodu Thalassarche (tento rod byl v minulosti již používán, avšak často s jinými zástupci).
V navazující studii Nunn s pomocí C. J. R. Robertsona navrhli rozdělení albatrosů na 22 druhů, přičemž albatros šedohlavý byl zařazen do druhově nejpočetnějšího rodu Thalassarche. Návrh obou vědců byl v upravené formě akceptován klíčovými organizacemi, jako je BirdLife International a ACAP.
Nejbližšími příbuznými albatrosovitých jsou Oceanitidae, buřňáčkovití a buřňákovití, kteří se společně s albatrosovitými řadí do řádu trubkonosí. Tito mořští ptáci sdílejí několik stejných morfologických rysů, jako jsou trubkovité nozdry, solné žlázy ústící do nosních dírek, zobák složený ze 7–9 rohovitých destiček nebo tvorbu žaludečního oleje.
Jedna z prvních historických zmínek o koloniích albatrosů šedohlavých pochází z roku 1874 z pera francouzského přírodovědce Henriho Filhola. Filhol přišel do kontaktu s kolonií albatrosů šedohlavých na Campbellově ostrově, kde trávil několik měsíců na expedici, jejímž cílem bylo pozorování přechodu Venuše.

## Popis

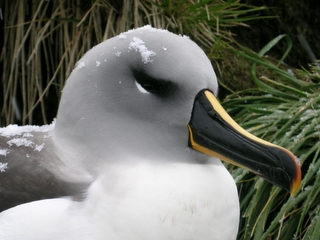
Detail hlavy albatrosa šedohlavého

Albatrosi šedohlaví dosahují výšky 70–90 cm, jejich rozpětí křídel je cca 180–205 cm. Samci váží 3,4–3,7 kg, samice 3–3,6 kg. Tyto rozměry z nich činí albatrosy střední velikosti s podobnými tělesnými parametry, jako mají úzce příbuzní albatrosi černobrví. Pohlavní dimorfismus je nevýrazný, i když samci bývají o něco těžší než samice. Zobák je poměrně dlouhý, horní čelist je o něco delší než ta spodní, za kterou je hákovitě zahnutá. Zobák je leskle černý se dvěma sytě žlutými pruhy. První pruh se nachází na slemeni (horní část zobáku), kde přechází do broskvově červené při špičce zobáku. Druhý pruh je na spodní straně dolního zobáku. Začíná u jeho kořene a postupně se zužuje s tím, jak se dostává k cirka dvěma třetinám délky, kde žlutý pruh končí. Černé trubkovité nozdry jsou přítomny po obou stranách horní čelisti nedaleko kořene zobáku. Oční duhovka je hnědá. Krátké nohy se třemi prsty, opatřené plovacími blánami, jsou růžovo–bílé.

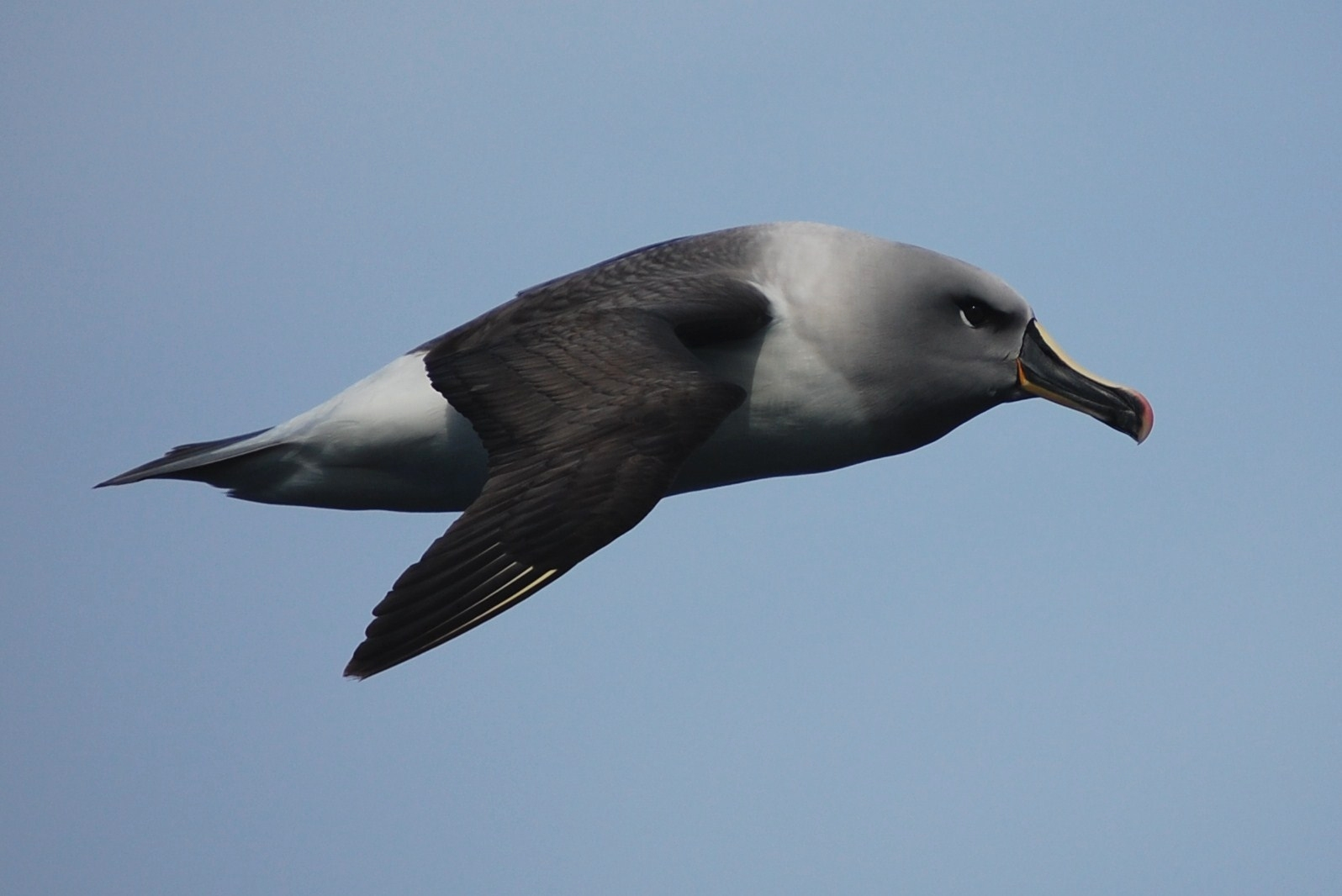
Albatros šedohlavý v letu

Opeření dospělců je na hlavě, krku a hřbetu světle šedé. Čelo bývá mírně světlejších šedavých odstínů. Obočí je černé a jen velmi krátké. Těsně za okem a pod ním se nachází výrazná bílá skvrna ve tvaru půlměsíce. Peří ve střední části krku je po jeho obvodu o něco světlejší než na zbytku hlavy, což občas připomíná jakýsi světlý obojek. Břicho je sněhově bílé a přechod mezi šedavou hlavou a světlým břichem je poměrně náhlý. Peří na lopatkách, zádech a svrchní straně křídel je černé, i když tmavou barvou někdy prosvětluje bílá barva okrajů ručních letek. Peří kolem kostřece (spodní části ocasu) je bílé, ocas je šedý a v době obnošení před přepeřováním tmavne čím dál tím více. Spodní část křídel je většinou tmavá, avšak podél středu se v celé délce křídel táhne dlouhý bílý pruh, který má šířku kolem jedné třetiny hloubky křídla. Konec spodní strany křídel je převážně černý.
Juvenilní jedinci jsou podobní dospělým, hlavní rozdíl je v tmavší barvě peří na hlavě a na krku, čelo někdy bývá ještě světlejší než u dospělců a zobák je převážně světle černý a žluté linky jsou světle žluté (u dospělců sytě žluté). Žluté linky postupem času získávají na sytosti a světle černá se postupně mění v tmavě černou.

## Ekologie

### Rozmnožování

#### Svatební námluvy

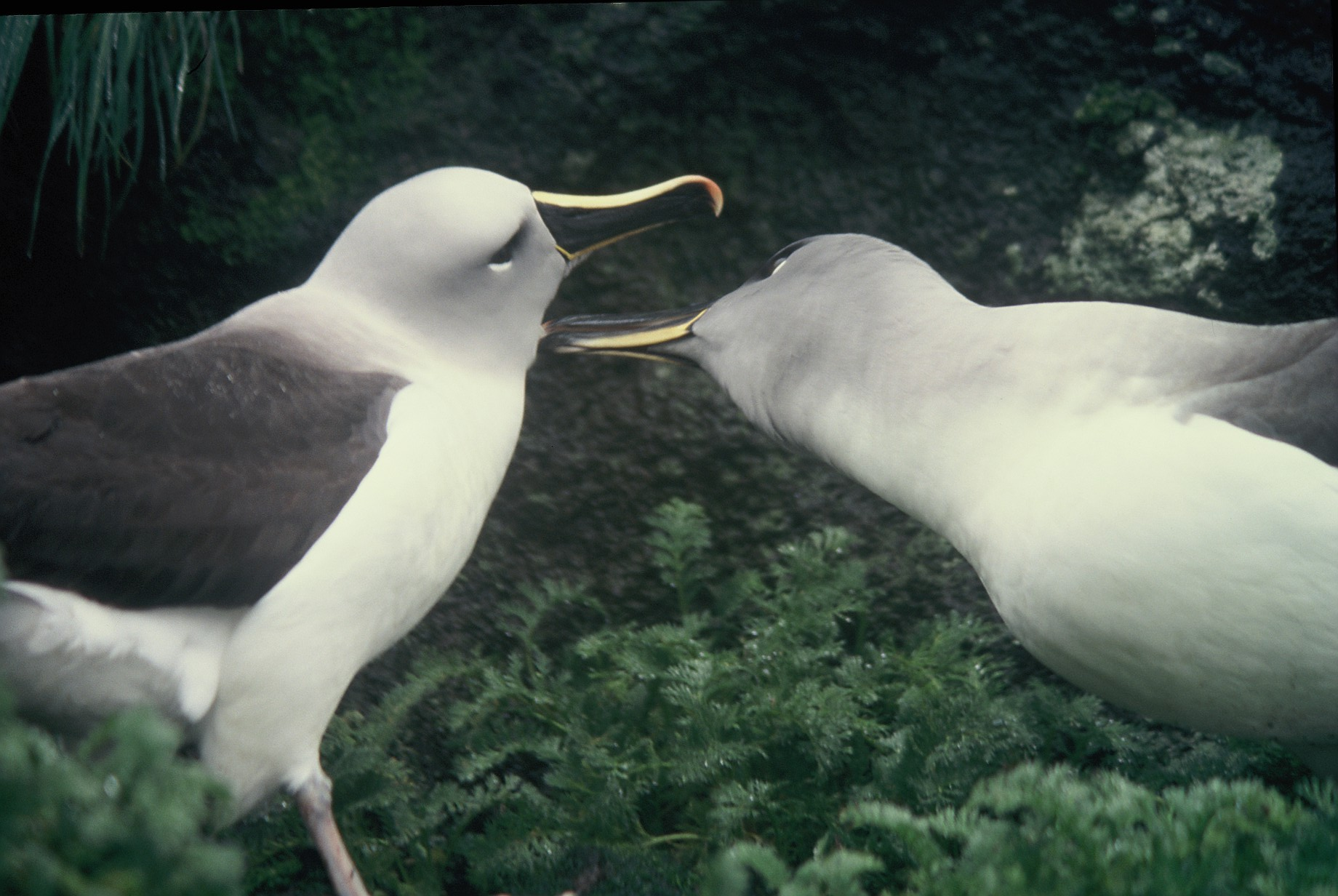
Pár při sociální interakci

Albatrosi hnízdí v koloniích na neobydlených ostrovech obklopených širým oceánem. Doba páření závisí na lokaci kolonie, ale obecně probíhá mezi koncem srpna (např. na Campbellově ostrově) a říjnem. Do téže kolonie přichází ptáci hnízdit každý rok. Typicky nejdříve dorazí samci. Zkušení samci (tzn. ti, kteří již mají partnerku), začnou s vymezováním teritorií a stavbou hnízda, případně opravou hnízda z minulého roku. O několik dní později dorazí samice. U nezadaných jedinců pak dochází ke svatebním námluvám či takzvaným svatebním tancům.
Zásnubní tance albatrosů šedohlavých jsou relativně jednoduché, a to zejména ve srovnání s některými jinými druhy albatrosů, jako je albatros stěhovavý nebo albatros galapážský. Jeden z nejčastějších rituálů předvádí samec, který natáhne krk a s mírně pootevřeným zobákem přistoupí k samici, načež převrátí hlavu za ramena, položí ji mezi křídla a vydá mručivý zvuk do oblasti mezi pozdviženými lokty. Tuto pózu neustále opakuje a postupně nabírá na rychlosti i intenzitě a po čase samec začne natahovat krk dopředu a hlasitě sténat, zatímco samice je převážně pasivní a potichu.
Během namlouvacích rituálů pár hojně využívá své zobáky, kterými se do sebe partneři s oblibou zaklešťují. Samec nejdříve položí konec svého zobáku na konec samiččina zobáku, načež pár začne pomalu kráčet pospolu. Samec přitom natahuje krk čím dál tím více a občas s ním kývne nahoru a dolů. Pár se přitom škádlí i nohama. Rituál je završen, když samec začne shánět materiál na stavbu hnízda a začne ho ukazovat samici. Tyto a další podobné rituály probíhají po dobu několika hnízdních období mezi různými nezadanými jedinci, dokud se postupnou selekcí nevytvoří páry, které spolu následně zůstávají po celý život.

#### Páření
U zavedených párů tyto zásnubní tance již neprobíhají a po příletu samice do kolonie se pár jen rutinně přivítá a poté se rovnou vrhnou na kopulaci. Páření probíhá tak, že samec stoupne zezadu na samici, natáhne krk a začne čistit peří na samiččině hlavě a prsou, zatímco samiččin zobák zůstává ve vodorovné poloze. Kopulace trvá pouze krátce. Po jejím skončení si samice někdy začne čechrat peří na zádech, které před chvílí rozčepýřil rozvášněný samec. Během této činnosti někdy samec čistí peří na její hlavě. Kopulace se poté často opakuje, někdy až šestkrát během půl hodiny. Po skončení pár odlétá na moře se vykrmit. Krmná fáze obvykle trvá kolem dvou týdnů, poté se pár vrací do hnízda a samice naklade vejce.

#### Hnízdění

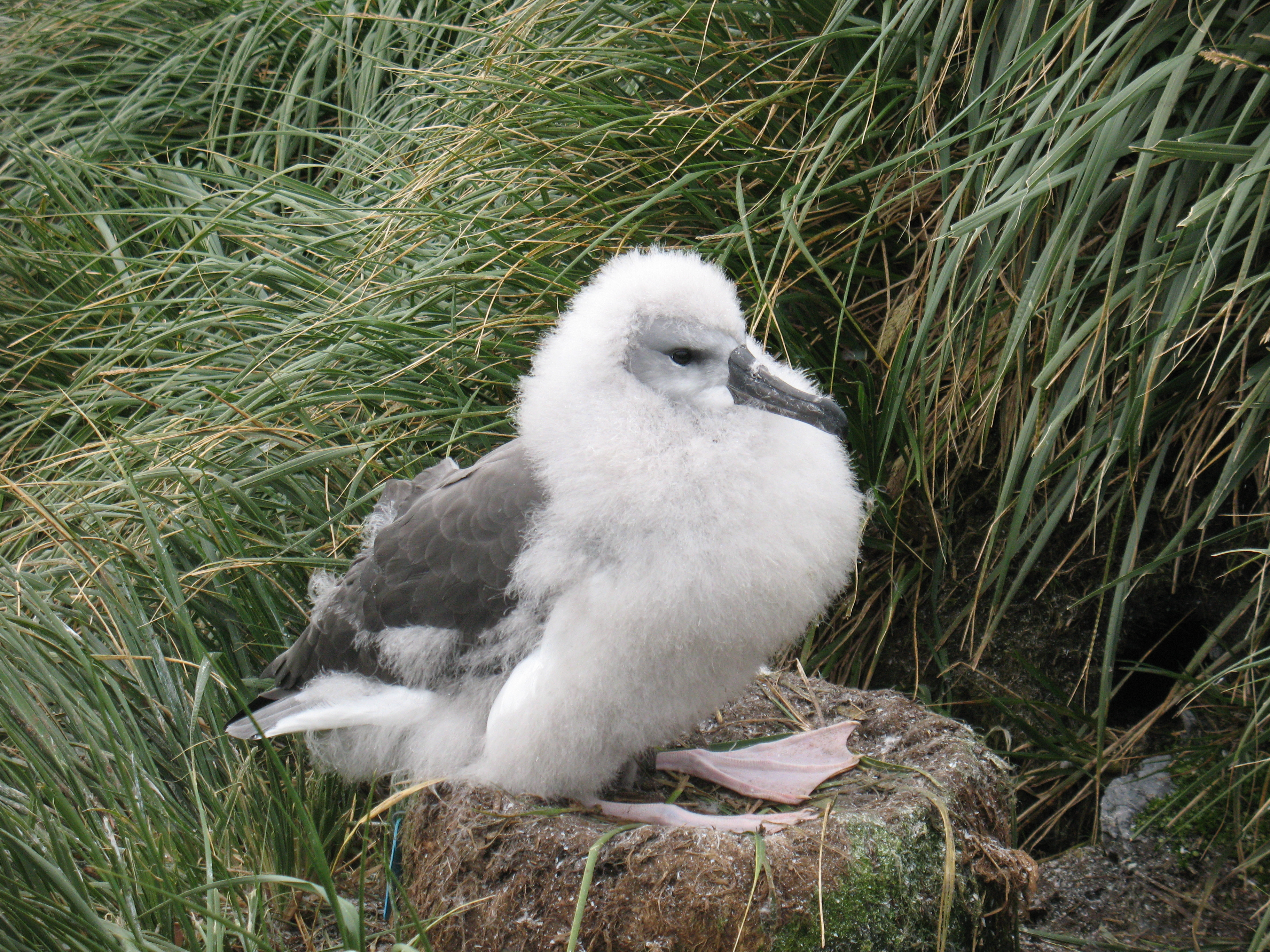
Mládě albatrosa šedohlavého

Samice vždy klade pouze jedno vejce. To má rozměry c. 107×67 mm a je bílé s hnědo-načervenalými flíčky na rozšířeném konci. Hnízda jsou kuželovitého tvaru se seříznutým, plochým vrcholem s mírnou dutinou. Hnízdo je složeno především z klestí, trávy a hlíny. Jeho výška je od 10 do 45 cm.
Inkubační doba trvá v průměru 72–74 dní. Na inkubaci se podílejí oba rodiče. Zatímco jeden z partnerů sedí na vejci, zbývající jedinec se vydává na moře za potravou. Albatrosi přitom dokáží urazit na těchto lovných výpravách i tisíce kilometrů. U kolonie v Jižní Georgii bylo zaznamenáno, že albatrosi se vzdalovali až do cirka 2200 km od hnízda a průměrná délka výpravy za kořistí byla 5–26 dnů s průměrem 13 dnů na jedinou výpravu. Po příletu zpět do hnízda se partneři rychle vystřídají v sezení na vejci, obvykle do 15 minut od příletu zpět.
Po vylíhnutí je mládě zcela závislé na svých rodičích. Jeden z nich se nadále vydává na moře za potravou, zatímco druhý rodič v prvních týdnech zůstává s mládětem. Po příletu albatrosa s potravou se mládě začne hlasitě ozývat. Zvukový projev mláděte se zintenzivňuje, jak se rodič přibližuje s potravou. Albatrosi krmí svá mláďata částečně natrávenou potravou vyvrženou z volete spolu se žaludečními oleji, které jsou obzvláště výživné. Krmení zabírá většinou pouze několik minut a rodič může být na cestě zpět na moře do 10 minut od příletu do hnízda. Před odletem občas provede nezbytné opravy hnízda.

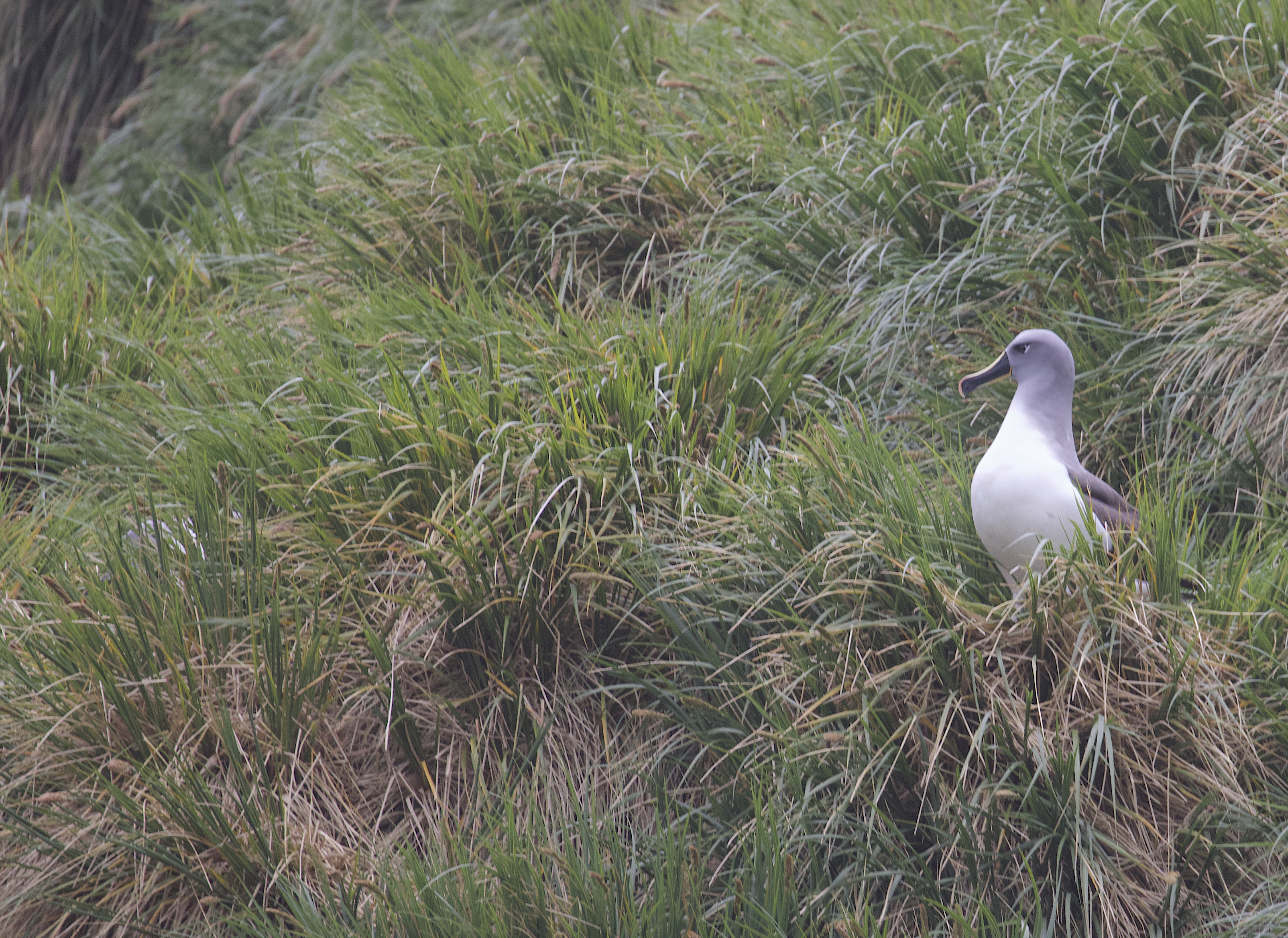
Dospělý jedinec na hnízdě

Mláďata se osamostatňují po cca 116–145 dnech v závislosti na lokaci. Albatrosi šedohlaví se vrací do svých mateřských kolonií nejčastěji ve věku 6–7 let, občas i dříve. O páření se pokouší nejdříve v 8 letech, průměrný věk prvního hnízdění je dokonce 13,5 let, což představuje vůbec nejvyšší průměrný věk prvního hnízdění mezi všemi albatrosy. Byli zaznamenáni jedinci, kteří se poprvé pářili až v 17 letech. V průměru se albatrosi šedohlaví dožívají cirka 35 let, avšak mohou se dožít i 60 let.
Albatrosi šedohlaví jsou na rozdíl od některých jiných druhů albatrosů poměrně plaší a tolik nepronásledují rybářské lodě. I jejich zvukové projevy jsou mnohem tišší než u blízce příbuzných albatrosů černobrvých. Po příletu do hnízda vydávají výše položený zvuk připomínající jednoslabičné máááááá. Při obraně teritorií proti ostatním albatrosům vydávají rychlé áháháháhá, což je doprovázeno rychlým klapáním zobáku. Poněkud pomalejší, avšak důraznější klapání nastává v případě ohrožení predátory, jako jsou chaluhy.
Obecně se dá říci, že albatrosi šedohlaví se páří jednou za dva roky. Jedná se o jediný druh albatrosů z rodu Thalassarche, který se páří jednou za dva roky, ostatní albatrosi z téhož rodu hnízdí každoročně. Pokud albatrosi z jakéhokoliv důvodu selžou ve vyvedení mláďat (např. vejce se stane obětí predace, spadne ze skály apod.), pokusí se o vyvedení mláďat hned následující rok. Jen malé procento párů, které úspěšně vyvedou mláďata, se pokusí o další spáření již následujícího roku. Na ostrově Marion se pokouší hnízdit následující rok po úspěšném hnízdění až 5,4 % albatrosích párů. Naproti tomu na Ptačím ostrově v Jižní Georgii to je pouze 1 % párů. Tento markantní rozdíl je pravděpodobně způsoben lepšími hnízdními podmínkami na ostrově Marion, konkrétně lepší dostupností potravy a snadnějším přístupem k větrným systémům. U jedinců hnízdících každoročně byla zaznamenána znatelně nižší míra úspěšnosti vyvedení mláďat, což je patrně důvodem, proč se pouze malé procento albatrosů šedohlavých pokouší hnízdit každý rok.

### Let

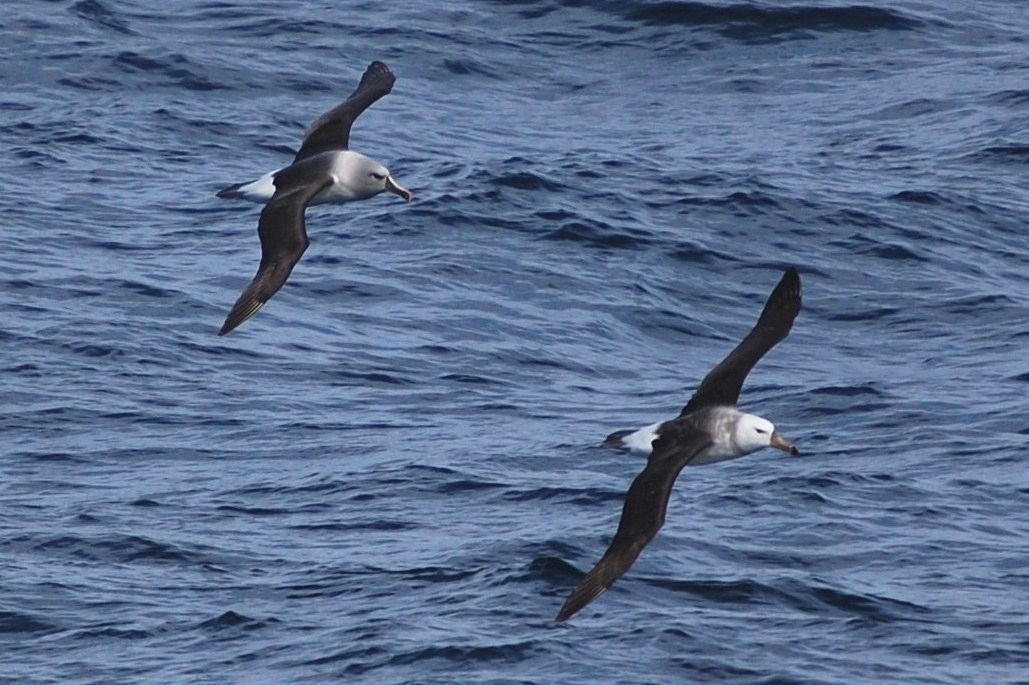
Plachtící albatrosi v Drakeově průlivu

Stejně jako ostatní albatrosi, i albatros šedohlavý je vynikající letec. Umí obratně využívat vítr k tomu, aby bez větší námahy uletěl tisíce kilometrů. K letu využívá dva letové principy, a sice svahové proudění a dynamické plachtění. Tyto techniky mu umožňují zůstat ve vzduchu po extrémně dlouhou dobu při minimálním energetickém výdeji. K redukci energie mu napomáhá i speciálně vyvinutá šlacha, která po roztažení křídel „zamkne“ křídla v napřímené pozici, takže albatros nemusí využívat svaly k jejich udržení ve vodorovné poloze. Svaly používá pouze k manévrování, kde je energetický výdej minimální, případně pro několikeré mávnutí křídel při vzletu.
Albatrosi dokáží využívat větru nejen k překonávání velkých vzdáleností, ale i k nabrání velké rychlosti. U albatrosa šedohlavého byla zaznamenána vytrvalá (po dobu kolem 8 hodin) rychlost vodorovného letu 127 km/h, díky čemuž je zapsán v Guinnessově knize rekordů coby „nejrychlejší pták ve vodorovném letu“. Daný jedinec využil antarktické bouře pro návrat do svého hnízdiště a za méně než 10 hodin urazil více než 1000 km. Autoři studie navíc považují 127 km/h za konzervativní odhad a doplňují, že rychlost albatrosa byla s největší pravděpodobností ještě mnohem vyšší.

### Potrava

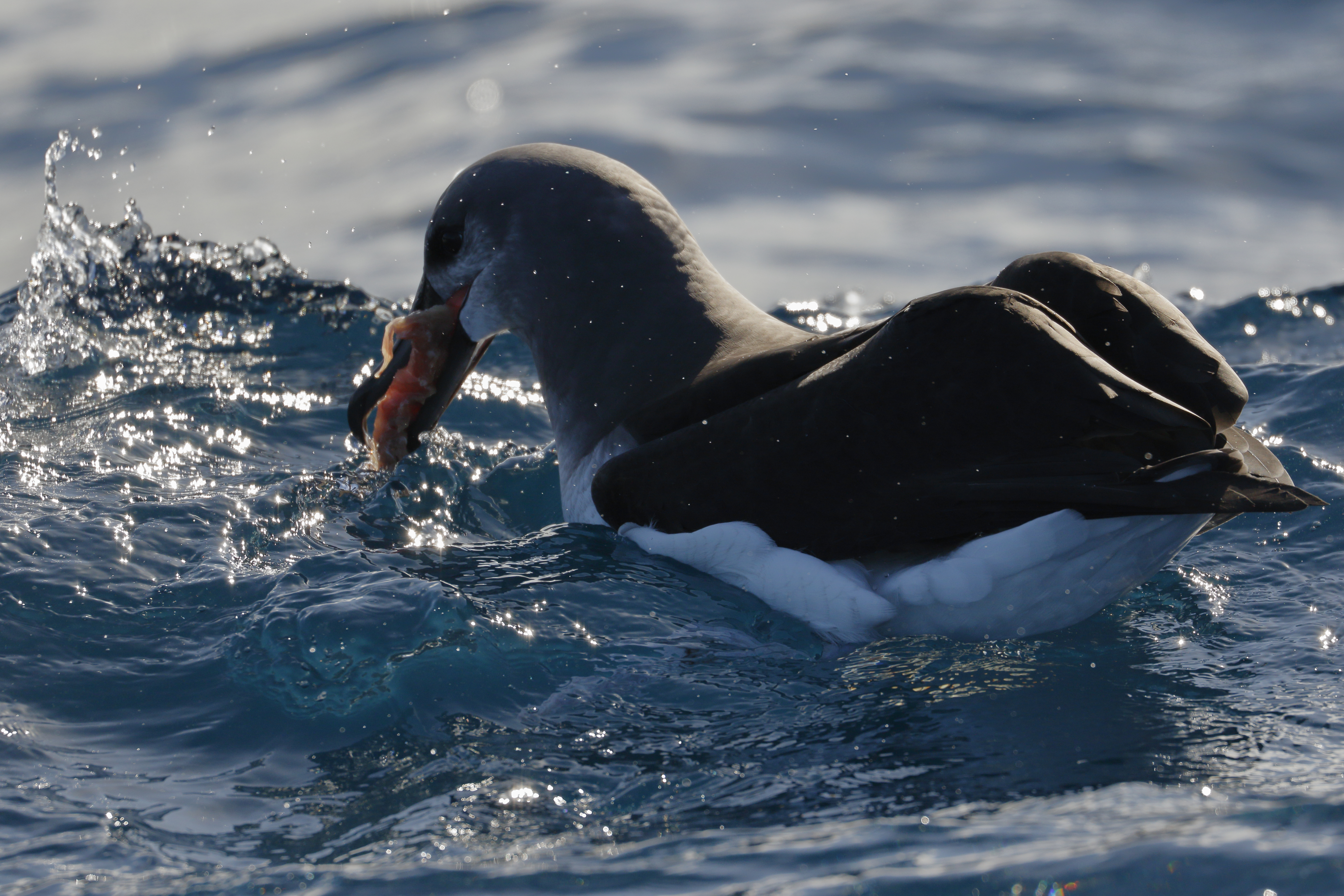
Albatros při sběru potravy

Mezi hlavní potravu albatrosů šedohlavých patří desetiramenatci a ryby, následovaní mihulotvarými, korýši, mršinami a dalšími hlavonožci. Přesná skladba jídelníčků je výrazně ovlivněná dostupností potravy. U kolonií z Jižní Georgie, Kerguelenů, Crozetových ostrovů a Campbellova ostrova převládají v potravě krakatice z čeledi Ommastrephidae (například Martialia hyadesi, Galiteuthis glacialis, Kondakovia longimana), zatímco u ptáků z Ostrovů Prince Edwarda dominují v jídelníčku ryby. Kolonie albatrosů na Jižní Georgii zaznamenala v roce 2000 jeden z abnormálně teplých roků, což mělo za následek změnu potravního chování ryb i ptáků, následkem čehož představovali hlavní potravu tamějších albatrosů korýši. Dalším příkladem potravního oportunismu albatrosů může být populace albatrosů z Ostrovů Prince Edwarda, která se příležitostně živí i mršinami tučňáků, nebo populace na Ostrovech Diega Ramíreze, kde v letech 2001 a 2002 byly hlavním zdrojem potravy tamějších albatrosů krakatice Martialia hyadesi, zatímco v roce 2000 je albatrosi nejedli vůbec.
Při shánění potravy jsou albatrosi šedohlaví vysoce pelagiální, tzn. potravu sbírají především na hladině hlubokých oceánských vod. To je poměrně zásadní rozdíl oproti ostatním albatrosům z rodu Thalassarche, kteří si shání potravu především v oblastech kontinentálních šelfů.
Potravu nejčastěji sbírají z povrchu mořské hladiny, k čemuž albatrosům dobře slouží jejich silný zobák. Pro kořist se však umí i potápět a pod vodou si shání cca 30–40 % kořisti. Průměrná délka ponoru je kolem tři čtvrtě metru, nejhlubší zaznamenaný ponor byl 6,5 m. Většina ponorů nastává během dne.

## Rozšíření a habitat
| Lokace                                       | Populace            | K datu |
| -------------------------------------------- | ------------------- | ------ |
| Jižní Georgie                                | 48 000 párů         | 2006   |
| Ostrov Marion                                | 8 500 párů          | 2016   |
| Ostrovy prince Edvarda                       | 1 500 párů          | 2009   |
| Campbellův ostrov                            | 8 600 párů          | 2014   |
| Macquarie                                    | 100 párů            | 2016   |
| Crozetovy ostrovy                            | 5 900 párů          | 1982   |
| Kergueleny                                   | 7 900 párů          | 1987   |
| Ostrovy Diega Ramíreze a Ildefonsovy ostrovy | 18 100 párů         | 2015   |
| Celkem                                       | cca 250 000 jedinců | 2015   |

Albatrosi šedohlaví přilétají na souš výhradně za účelem hnízdění, veškerý ostatní čas tráví na moři. Hnízdí mezi 46–64° j. š. na šesti subantarktických ostrovech (Jižní Georgie, Crozetovy ostrovy, Kergueleny, Macquarie, Ostrovy prince Edvarda, Campbellův ostrov) a dvou oblastech na jihu Chile (Ildefonsovy ostrovy a Ostrovy Diega Ramíreze). Až polovina populace přitom hnízdí na Jižní Georgii. Celková populace se k roku 2018 odhadovala na cca 250 tisíc jedinců. Ptáci hnízdí v koloniích na skalnatých útesech a kopcích při okrajích oceánu.
Na některých ostrovech hnízdí albatrosi šedohlaví v těsné blízkosti příbuzných albatrosů černobrvých a v některých případech se jejich kolonie dokonce mísí (např. na Campbellově ostrově).
Albatrosi stráví většinu času na moři. V létě se většinou vyskytují v jižnějších mořích poblíž antarktických břehů. V zimě většina populace albatrosů dává přednost severnějším, teplejším vodám při okraji subtropického pásu. Jejich rozšíření je cirkumpolární, tzn. kolem celé Země v pásu ohraničeném na severu severním cípem Nového Zélandu, jižním cípem Austrálie, vodami jižně od Jihoafrické republiky a pobřežím Argentiny a středního Chile. Na jihu tento pomyslný pás zasahuje do těsné blízkosti Antarktidy, avšak albatrosi se vyhýbají oblastem s ledovými krami.

## Ohrožení a ochrana

### Historické
Na Campbellově ostrově byli albatrosi mezi lety 1890–1931 ohroženi lidskou činností spojenou s farmařením (vypalování strání, lovení albatrosů lidmi a farmářskými psy, ztráta travnatých ploch následkem pasení krav a ovcí). Velkou ranou pro albatrosy byla introdukce nepůvodních savců. Jednalo se hlavně o zdivočelé kočky, které občas pojídaly jejich mláďata. Kočky zde vyhynuly v 80. letech 20. století z neznámých příčin. Je možné, že k jejich vymizení došlo v důsledku odstranění ovcí, což vedlo k opětovnému rozšíření husté vegetace, která značně ztížila kočkám lov a zanechávala je permanentně mokré, takže snadno prochladly.

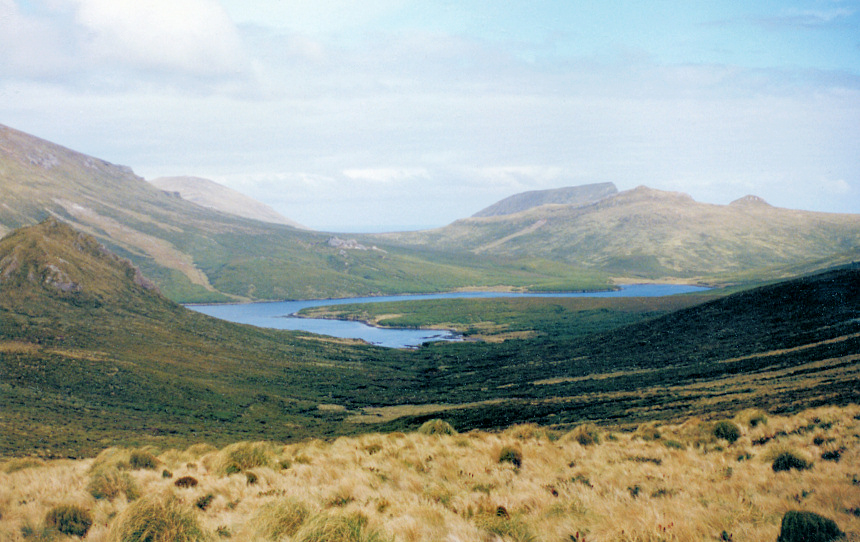
Campbellův ostrov, kde byli v roce 2001 vyhubeni všichni potkani

Na albatrosí hnízdiště měly negativní vliv i zdivočelé krávy a ovce, které byly na ostrově ponechány po neúspěšných farmářských pokusech. Veškerý dobytek byl odstraněn během 70. a 80. let, nicméně jejich přítomnost se podepsala na celkové degradaci vegetace ostrova. Mláďata albatrosů občas zabíjeli i potkani, kteří byli na ostrovy zavlečeni na počátku 19. století. Na přelomu 20. a 21. století jich bylo na Campbellově ostrově až 200 tisíc. V roce 2001 proto novozélandské Ministerstvo památkové péče zorganizovalo na tehdejší dobu největší hubitelskou akci potkanů na světě. Potkani byli vyhubeni pomocí granulí obsahujících účinnou látku brodifakum, která byla shazována z helikoptér. Celkem bylo takto rozneseno 120 tun jedu po celé ploše ostrova. Průzkum v roce 2003 ukázal, že akce byla úspěšná a na ostrově se nenachází jediný potkan. Dalším potencionálním problémem v budoucnu může být nekontrolované šíření rostlin z rodu Dracophyllum, které mohou způsobit úbytek plochy dostupné pro hnízdění ptáků. Podobné problémy existovaly i na dalších ostrovech.
Populace u jižních břehů Chile byla v minulosti ohrožena zejména nekontrolovaným sběrem vajec pro lidskou spotřebu. Podobně na tom byly i populace na Falklandách, kde byla vejce běžně sbírána jako potrava pro britské osadníky (18. a 19. století), a subantarktických ostrovech, jako je Macquarie či Campbellův ostrov. O sběru vajec však nejsou podrobnější historické záznamy, takže konkrétní statistiky chybí.

### Novodobé

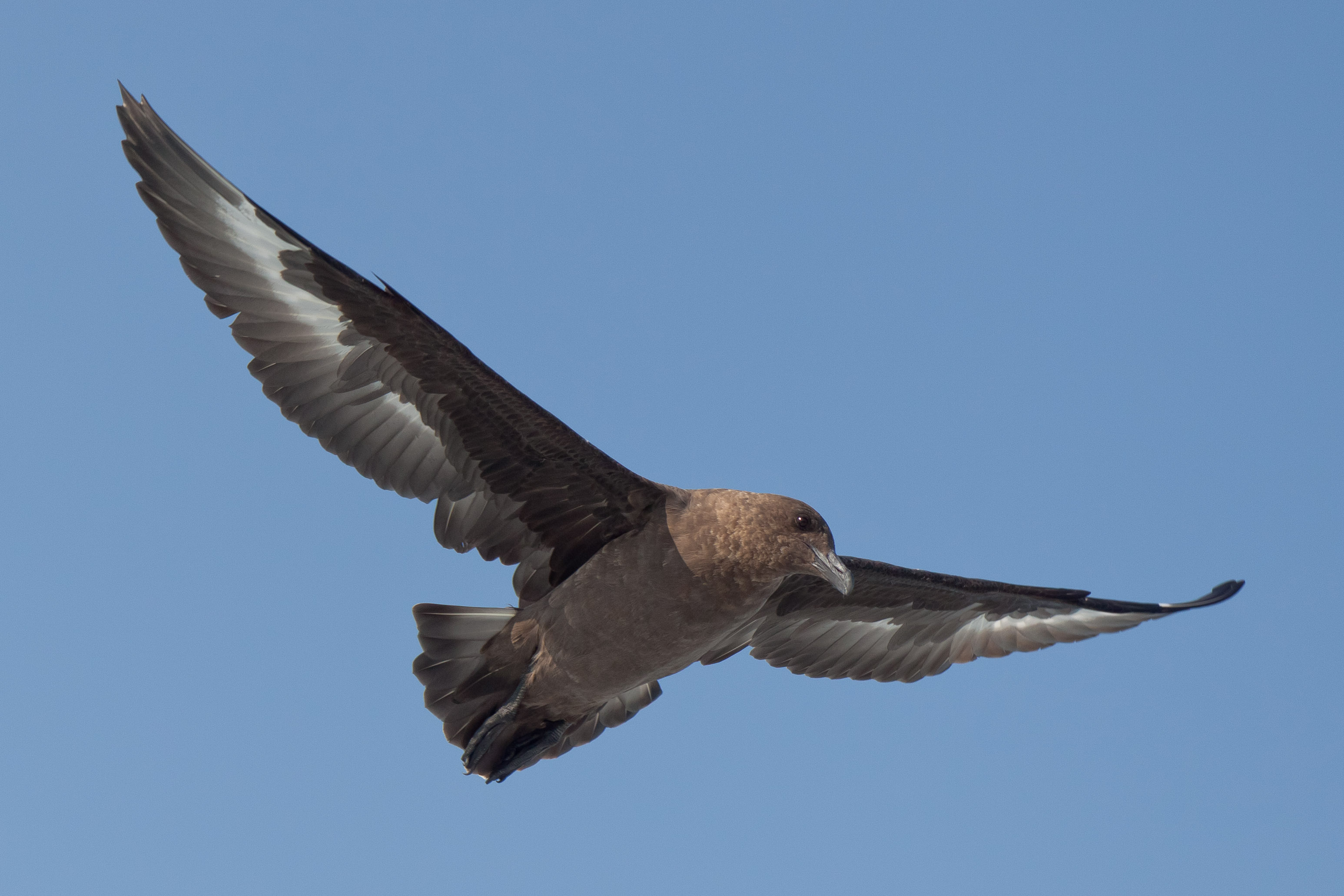
Chaluha subantarktická představuje jednoho z mála přirozených predátorů albatrosů šedohlavých

Jednu z hlavních hrozeb pro albatrosy šedohlavé představuje rybolov na dlouhou lovnou šňůru. Ten probíhá tak, že za rybářskou lodí je tažena až 100 km dlouhá šňůra s až 10 tisíci rybářskými háčky s návnadami. Tyto návnady či již zachycený úlovek představují pro albatrosy lákavou kořist. Jakmile se však pokusí tuto kořist spolknout, rybářský háček se jim zapíchne v ústech, ptáky stáhne pod hladinu a utopí. Nicméně vzhledem k tomu, že albatrosi šedohlaví se krmí hlavně nad hlubokými oceánskými vodami, kde rybolov na dlouhé lovné šňůry není tak častý, nepředstavuje pro ně tento druh rybolovu tak velkou hrozbu jako pro většinu ostatních albatrosů, kteří se krmí nad kontinentálními šelfy.
I tak patrně představuje rybolov na dlouhé lovné šňůry hlavní příčinu pomalého úbytku albatrosů šedohlavých. Ochranáře znepokojuje zejména komerční rybolov tuňáků jižních a ledovek patagonských v blízkosti ostrova Marion. Bylo totiž zjištěno, že samice z ostrova Marion tráví v době inkubace během shánění potravy výrazně více času v oblastech komerčního rybolovu, čímž zvyšují své šance kontaktu s loďmi a jejich operacemi a tím i šance na zranění či smrt. To může způsobit nevyváženost v populaci albatrosů, nicméně data nejsou zcela jednoznačná a dostatečná a je potřeba další výzkum.
Vedle komerčního rybolovu jsou globální hrozbou pro albatrosy i klimatické změny. Např. na Campbellově ostrově patrně přispívá k pomalému, avšak stálému úbytku albatrosů vzrůstající teplota oceánů, která má za následek změnu migračních vzorců mořských živočichů a v důsledku toho i horší dostupnost albatrosí potravy. Zatím spíše menší ohrožení albatrosů představuje zvyšující se množství plastů v oceánech.
Vedle těchto globálních hrozeb existuje i řada lokálních problémů. K nejpalčivějším patří introdukovaní savci, konkrétně myši domácí na ostrově Marion. Myši byly na ostrov zavlečeny námořníky někdy na přelomu 18. a 19. století. V roce 2015 myši napadly nejméně 4,6 % mláďat. Jelikož mláďata ani dospělci nemají vyvinuté přirozené instinkty na obranu proti predátorům, jsou doslova pojídány zaživa.
Odhaduje se, že jen v posledních třech desetiletích 20. století populace albatrosů šedohlavých klesla o 20–30 %. Z tohoto důvodu IUCN považuje albatrose šedohlavé za ohrožený taxon, nicméně zároveň uznává, že pro kvalifikovaný odhad populačního trendu nejsou zaručená data, avšak předpokládá se, že populace ubývá a bude ubývat. Z důvodu rozsáhlého areálu rozšíření vyžaduje efektivní ochrana albatrosů mezinárodní spolupráci. Pro koordinaci ochranářských snah slouží Dohoda o ochraně albatrosů a buřňáků podepsaná v roce 2001. Nadto jsou Campbellův ostrov a ostrov Macquarie součástí přírodního dědictví UNESCO.
K přirozeným predátorům patří hlavně jiní mořští ptáci, kteří se občas krmí na vejcích a mláďatech albatrosů. Těmito predátory jsou hlavně štítonos světlezobý a chaluha subantarktická. Jak některé kolonie řídnou, je možné, že predace chaluhy bude v budoucnu ještě výraznější. K parazitům albatrosů patří hlístice Diomedenema diomedeae, která napadá vzdušné vaky ptáků.